# Talsperre Bemposta
Die Talsperre Bemposta (portugiesisch Barragem de Bemposta, spanisch Presa de Bemposta) liegt in der Region Nord Portugals im Distrikt Bragança nahe der Ortschaft Bemposta. Sie staut den Douro, der hier die Grenze zu Spanien bildet, zu einem Stausee (port. Albufeira de Bemposta, span. Embalse de Bemposta) auf. Etwas flussabwärts der Talsperre mündet der Fluss Tormes in den Douro. Ungefähr 7 km östlich der Talsperre Bemposta liegt die Almendra-Talsperre, die den Fluss Tormes aufstaut.
Mit dem Projekt zur Errichtung der Talsperre wurde im Jahre 1957 begonnen. Der Bau wurde 1964 fertiggestellt. Die Talsperre dient der Stromerzeugung. Sie ist im Besitz der Companhia Portuguesa de Produção de Electricidade (CPPE).

## Absperrbauwerk
Das Absperrbauwerk ist eine Bogengewichtsmauer aus Beton mit einer Höhe von 87 m über der Gründungssohle. Die Mauerkrone liegt auf einer Höhe von 408 m über dem Meeresspiegel. Die Länge der Mauerkrone beträgt 297 m und ihre Breite 3,5 m. Das Volumen des Bauwerks beträgt 316.000 m³.
Die Staumauer verfügt sowohl über einen Grundablass als auch über eine Hochwasserentlastung mit vier Toren, die sich in der Mitte der Staumauer befindet. Über den Grundablass können maximal 200 m³/s abgeleitet werden, über die Hochwasserentlastung maximal 11.500 m³/s. Das Bemessungshochwasser liegt bei 11.000 m³/s; die Wahrscheinlichkeit für das Auftreten dieses Ereignisses wurde mit einmal in 1000 Jahren bestimmt.

## Stausee
Beim normalen Stauziel von 402 m erstreckt sich der Stausee über eine Fläche von rund 4,05 km² und fasst 129 (bzw. 128) Mio. m³ Wasser – davon können 20 Mio. m³ zur Stromerzeugung genutzt werden.

## Kraftwerk
Das Laufwasserkraftwerk Bemposta ist mit einer installierten Leistung von 401 (bzw. 431) MW eines der größten Wasserkraftwerke Portugals. Die durchschnittliche Jahreserzeugung liegt bei 1.068 (bzw. 1034 oder 1.086) Mio. kWh. Es dient zur Abdeckung von Mittel- und Spitzenlast.
Das Kraftwerk ist im Besitz der CPPE, wird aber von Energias de Portugal (EDP) betrieben.

### Kraftwerk Bemposta I
Bei der Inbetriebnahme des Kraftwerks im Jahre 1964 wurden zunächst zwei Maschinen installiert, 1965 kam dann eine weitere Maschine hinzu. Die Francis-Turbinen dieser Maschinen wurden von Voest geliefert, während die Generatoren von BBC stammen. Sie befinden sich in einem unterirdischen Maschinenhaus auf der Nordseite der Staumauer. Die drei Turbinen des Kraftwerks leisten jede maximal 79,5 (bzw. 70) MW und die Generatoren 78 MVA. Die Nenndrehzahl der Turbinen liegt bei 150/min. Die Nennspannung der Generatoren beträgt 15 kV. Die durchschnittliche Jahreserzeugung der drei Maschinen liegt bei 924,1 Mio. kWh.
Die minimale Fallhöhe beträgt 59 m, die maximale 71 m. Der maximale Durchfluss liegt bei 152 m³/s.

### Kraftwerk Bemposta II
Von Januar 2008 bis Dezember 2011 wurde eine zusätzliche Maschine mit 191 MW Leistung installiert. Sie befindet sich in einem eigenen unterirdischen Maschinenhaus, ebenfalls auf der Nordseite. Diese Maschine soll jährlich durchschnittlich 134 Mio. kWh erzeugen.